# (6371) Heinlein
Pour les articles homonymes, voir Heinlein.
(6371) Heinlein est un astéroïde de la ceinture principale.

## Description
(6371) Heinlein est un astéroïde de la ceinture principale. Il fut découvert le 15 avril 1985 à la station Anderson Mesa par Edward L. G. Bowell. Il présente une orbite caractérisée par un demi-grand axe de 3,07 UA, une excentricité de 0,14 et une inclinaison de 15,6° par rapport à l'écliptique.

## Compléments